# Ауд-Реувейк
Ауд-Реувейк (нід. Oud-Reeuwijk) — селище в нідерландській провінції Південна Голландія. Входить до муніципалітету Бодегравен-Реувейк. Його населення станом на 2007 рік складало 110 осіб.